# Якубов, Эдуард Хастович
Эдуард Хастович Якубов (род. 28 августа 1951 года в Ташкенте, Узбекистан) — математик, президент Холонского технологического института (Израиль). Основал факультет естественных наук в институте, которым руководил несколько лет, и программу прикладной математики для промышленности. Якубов — председатель Форума ученых и академиков Всемирного Бухарского еврейского конгресса, является членом проектной группы «Академия», которая помогает молодым людям с периферии получить доступ к высшему образованию. Женат на Дине, отец 2-х дочерей, живет в городе Холон.

## Биография
Эдуард Якубов — старший сын в семье учителя истории Хеседо и педиатра Тамары. В юности семья Эдуарда Якубова переехала из Ташкента в город Коканд на юго-востоке Узбекистана. В 15 лет Эдуард Якубов занял первое место на региональной олимпиаде по математике всего восточного Советского Союза. Позже в том же году он был назначен вице-президентом Молодежной академии организовал и инициировал олимпиаду по математике, для которой сам составил вопросы. Якубов с отличием окончил среднюю школу.

## Начало академического пути
В 1973 году с отличием окончил Ташкентский университет со степенями бакалавра и магистра математики. В 1979 году он защитил докторскую диссертацию в Ташкентском университете под руководством профессора Льва Волковыского, специалиста по прикладному комплексному математическому анализу. С 1981 года Коэн Эдуард Якубов является старшим преподавателем кафедры математического анализа Ташкентского университета. С 1991 по 1996 год он работал старшим научным сотрудником и преподавателем математического факультета Техниона.

## Работа в HIT
В 1994 году Эдуард Якубов начал работать в Холонском технологическом институте, где стал инициатором, основателем и руководителем учебной программы по прикладной математике, он также начал работать деканом факультета естественных наук, который в то время стал крупнейшим факультетом института. Вице-президент по исследованиям в 2011—2013 годах. В 2013 году он был назначен четвертым президентом HIT Holon Institute of Technology. Во время своего пребывания в Холонском технологическом институте он также был председателем учебного комитета института.

## Академическая деятельность
Профессор Эдуард Якубов занимается двумя основными направлениями исследований:
Современный анализ Пространства римановых поверхностей: классы делений, уравнение Яакоби, технические модели с использованием уравнений современной физики.
Копии с контролируемым растяжением (в плоскости и в пространстве).
Сложенные с разветвлением копии: Сортировка открытых и отдельных копий на листах — Копии со сгибами и зонтичными наконечниками.
Балтермическое уравнение: теоремы существования, единицы и представление в классическом, ослабленном классическом и взаимозаменяемом классическом.
Создание математических моделей процессов в различных областях, таких как металлургия, солнечная энергия, медицина и др.